# ウィリー・ペップ
ウィリー・ペップ（Willie Pep、1922年9月19日 - 2006年11月23日）は、アメリカ合衆国の男性プロボクサー。イタリア系アメリカ人。コネチカット州ミドルタウン出身。身長165cm。元世界フェザー級王者。

## 来歴
1940年7月、アメリカ合衆国でプロデビュー。
1942年11月20日、ニューヨーク州公認世界フェザー級王者チャーキー・ライトに挑戦し、15回判定勝ちで王座を獲得した。
1943年3月19日、63戦目でサミー・アンゴットと対戦し、判定負け。デビュー以来の連勝は62でストップした。
1943年6月8日、初防衛戦でサル・バートロと対戦し、15回判定勝ちで初防衛に成功した。
1944年9月29日、防衛戦でチャーキー・ライトと再戦し、15回判定勝ちで2度目の防衛に成功した。
1945年2月19日、防衛戦でフィル・テラノバと対戦し、15回判定勝ちで3度目の防衛に成功した。
1946年6月7日、NBA世界フェザー級王者となったサル・バートロと王座統一戦で再戦し、12回KO勝ちで王座統一に成功した。王座統一後は2度の防衛に成功した。
1948年10月29日、防衛戦でサンディ・サドラーと対戦し、4回KO負けで王座から陥落した。
1949年2月11日、サンディ・サドラーと再戦し、15回判定勝ちで王座に返り咲いた。
1950年3月17日、防衛戦でレイ・ファメションと対戦し、15回判定勝ちで3度目の防衛に成功した。
1950年9月8日、4度目の防衛戦でサンディ・サドラーと対戦し、8回に肩を脱臼し棄権。王座から陥落した。
1951年9月26日、王者サンディ・サドラーと4度目の対戦を行い、9回に目を負傷し棄権となり、王座返り咲きならず。サドラーとの対戦成績は1勝3敗となった。
以後は王座に絡むことなく、1959年1月26日の試合を最後に引退。6年後の1965年3月11日に復帰するも、翌1966年3月16日の試合を最後に再び引退した。
1969年7月28日、オーストラリアで開催された王者ジョニー・ファメション vs. 挑戦者ファイティング原田のWBC世界フェザー級タイトルマッチのレフェリーおよびジャッジを務めた。原田がファメションから3度ダウンを奪ったものの、試合終了直後には引き分けと判定された。3度目のダウンに至っては、レフェリーでありながらカウントを途中で放棄し、意識を失っているファメションを自らの手で無理矢理立たせ、試合を続行させた程であった（試合はファメションが立った所で終了）。その時点で一旦は「ファメションのドロー防衛」を宣言をした（原田が3度のダウンを奪っているにもかかわらず、判定は71-71）ものの、関係者がリングを降りた所で唐突に「ファメションの判定勝ち」に改めるという不可解な地元判定を行った。ファメションは1950年に対戦したレイ・ファメションの甥でもあった。

## 獲得タイトル
- ニューヨーク州公認世界フェザー級王座（防衛6度）
- NBA世界フェザー級王座（防衛2度）
- NBA世界フェザー級王座（防衛3度）